# Gatekeeping
Gatekeeping é um conceito jornalístico para edição. Gatekeeper é aquele que define o que será noticiado de acordo como  valor-notícia, linha editorial e outros critérios. 
Gatekeeper também pode ser entendido como o "porteiro" da redação. É aquela pessoa que é responsável pelo filtragem da notícia, ou seja, ela vai definir, de acordo com critérios editoriais, o que vai ser veiculado. Podem ser considerados gatekeepers: repórteres, editores, editores-chefes e diretores de jornalismo de qualquer veículo de comunicação. 
Com a efervescência e até um certo modismo da prática do jornalismo colaborativo, a função do gatekeeper tem sofrido alterações. A audiência cada vez menos passiva e mais participativa deixa a figura do mesmo menos centralizada, mas sem perder a importância na estrutura da construção da notícia.

## A metáfora dogatekeeper
A teoria do Gatekeeper surgiu pela primeira vez no ano de 1947, criado pelo psicólogo alemão Kurt Lewin, a partir de suas observações que levantam a possibilidade da mudança de hábitos alimentares de uma população. Lewin presumiu que nem todo membro de uma comunidade dispõe de igual prestígio para escolher entre quais alimentos vão ou não para a mesa, ao perceber que nos canais por onde escorrem a sequência de comportamentos, certas regiões podem funcionar como cancelas ou porteiros restringindo ou não a passagem dos itens alimentícios.
Já em 1950, David Manning White traz essa mesma teoria para as pesquisas em comunicação, para tentar compreender como ocorrem o filtro das notícias nas redações dos veículos de comunicação de massa, para tanto, ele cria a metáfora do Mr.Gates, um jornalista de meia idade, com aproximadamente 25 anos de experiência, que atua como editor no jornal Peoria Star, nos EUA, e que tem diariamente a missão de selecionar entre as milhares de notícias que chegavam de uma agência, as que seriam publicadas em um jornal. O pesquisador chegou à conclusão de que a ação pessoal era o fator determinante na seleção ou não das notícias.
A teoria recebeu críticas em sua metodologia por abordar de forma microssociológica o processo de gatekeeping, focando na figura do gatekeeper e ignorando os aspectos estruturais e organizacionais de onde o jornalista está inserido. White resumia gatekeeping apenas ao ato de avaliação individual das notícias, uma vez que o processo é composto por outras fases além da seleção das informações, como a codificação das mensagens, difusão, etc. Além disso, a teoria foi questionada por não debater sobre fatores implícitos nas respostas de Mr. Gates e que são decisivos no processo noticioso: os constrangimentos organizacionais e burocráticos. 
Assim, estudos posteriores buscaram alicerçar a influência da estrutura burocrática e das condições organizacionais sobre o processo de construção das notícias. Mauro Wolf aponta que ao ser ultrapassada a ideia de subjetividade, o processo de seleção passa a ser visto como hierarquicamente ordenado e ligado a uma complexa rede de feedback, destacando a influencia que o contexto “profissional-organizativo-burocrático” exerce nas escolhas dos gatekeepers.
O estudo de Warren Breed, “O controlo social na redação: uma análise funcional”, aprofunda a forma que a socialização dentro do ambiente de trabalho influencia nas decisões. Segundo ele, os representantes ou proprietários dos jornais estabelecem a política informativa do veículo, que é aceita pelos jornalistas na maioria das vezes, mas não de forma instantânea, por três fatores: a) a existência da conduta de ética jornalística; b) pelos jornalistas geralmente serem mais liberais que os proprietários e poderem recorrer ao regulamento para justificar escritos contra a política do veículo; c) pelos editores serem impedidos de realizar imposições aos subordinados. Apesar disso, os jornalistas se adequam a normas da empresa por conveniência, buscando retribuições e evitar penalidades e correções. Os profissionais enquadram-se às normas por um processo de osmose (socialização), não sendo dito explicitamente a um profissional novato qual a política editorial da empresa, mas este aprende através de observações e conversas informais no ambiente de trabalho. 
 O pesquisador elenca seis motivos pelos quais os profissionais se adequam a orientação do jornal: 1. Autoridade institucional e as sanções; 2. Os sentimentos de dever e estima para com os superiores; 3. As aspirações à mobilidade profissional; 4. A ausência de fidelidades de grupo contrapostas; 5. O carácter agradável do trabalho; 6. O facto de a notícia se ter transformado em valor.

## O processo degatekeepingna atualidade
A expressão gatekeeping apareceu pela primeira vez relacionada ao contexto da comunicação nos anos 1950, mas ainda no século XXI é aplicável à realidade da seleção de notícias. A diferença básica entre este e aquele tempo é, entretanto, a dimensão que essas escolhas tomaram. Com a popularização do uso da internet, em âmbito mundial, muito tem se discutido sobre o trâmite de informações nas novas redes de relacionamento, sites de pesquisa e empresas que veiculam conteúdo online. Para o jornalismo, essa popularização da tecnologia pode ter até redefinido as regras do ofício, mas, segundo Bill Kovach e Rosenstiel, os princípios e a finalidade do jornalismo ainda têm sido designados por algo mais elementar: “a função exercida pelas notícias na vida das pessoas”.

## A seleção e a construção das informações
Em entrevista para à Nieman Foundation  o analista de notícias Ken Doctor disse acreditar que o papel dos gatekeepers sofreu grandes transformações com a era digital. "Ele mudou do "nós" para "eles", mas "eles" inclui uma versão em letras minúsculas de "nós", inclusive". Para Ken Doctor, gatekeeping é agora uma busca coletiva, e na "Era darwiniana do conteúdo" ele acredita que um editor não é editor apenas de seu próprio conteúdo, mas também do conteúdo dos outros.
E desse modo seria importante repensar as atitudes da mídia, como veículo informacional, já que, segundo Walter Lippmann, o povo só conhece o mundo de forma indireta, através de "imagens que forma em sua cabeça". Para ele os cidadãos são como espectadores de teatro que "chegam depois do terceiro ato e vão embora antes da última cortina, ficando no local apenas o tempo suficiente para decidir quem é o herói e quem é o vilão".

## Monitoramento de métricas no webjornalismo
As novas tecnologias de comunicação permitiram novas maneiras do público interagir com os meios de comunicação, além de novas maneiras dos jornalistas monitorarem o comportamento da audiência on-line. Para que tenham acesso à informação a respeito das preferências da audiência, os jornalistas monitoram essas “pegadas” na internet na forma de métricas, que guiam subsequentes escolhas e decisões editoriais.
Os veículos de comunicação se utilizam de programas de monitoramento em tempo real para identificar quais as escolhas que atraem mais tráfego on-line. Durante esse processo de escolha, existem a seleção e o posicionamento ideal das matérias para que elas atraiam mais atenção dos leitores. Quando uma notícia não traz o rendimento esperado, ela tem que ser movida ou substituída. Esse processo é chamado de de-seleção, termo criado e analisado por Edson C Tandoc Jr. 

## Gatekeeping de audiência
O avanço da web como ambiente colaborativo marcou uma nova fase no relacionamento entre os jornalistas e as suas audiências. Nesse contexto, os usuários da rede passam a protagonizar uma ação mais significativa na produção e propagação de notícias online por meio de redes sociais, a exemplo do Twitter e o Facebook. Essa prática é definida por Pamela Shoemaker como "gatekeeping de audiência". A pesquisadora descreve esse fenômeno como um processo no qual os usuários repassam itens de notícias e comentam sobre eles com base no próprio conjunto de critérios do usuário sobre o valor da notícia . Para Axel Bruns, esta é uma mudança que levou muito tempo para se concretizar porque modelos de participação colaborativa das audiências de notícias têm existido pelo menos desde o fim da década de 1990, e reitera que esse processo culmina na queda "dos modelos de cima para baixo da cobertura jornalística das notícias e da divulgação de informações." . O mesmo autor destaca que essa transição foi acelerada pela disponibilidade das plataformas da mídia social em tempo real capazes de acelerar o ciclo das notícias.  Assim, nas mídias sociais a audiência atua com mais frequência na redistribuição de agendas de notícias para os públicos em rede dentro da mídia de massa.

## As narrativas na Web
Bill Kovach e Tom Rosentiel dizem ainda que "cada geração cria seu próprio jornalismo", mas que sua finalidade não muda. Com as novas ferramentas disponibilizadas na internet não se pode ignorar, por exemplo, a capacidade de inclusão de informações em um blog, a rapidez com que se pode atualizar o conteúdo nas mídias digitais ou a possibilidade de linkar diversos assuntos em um mesmo texto. Transformações que possibilitaram que o jornalismo ganhasse novas facetas, podendo trabalhar diferentemente com os  elementos da narrativa que o constituem.
Com um maior espaço para a difusão de informações hoje é possível promover a enunciação (forma de organização e apresentação do objeto narrado) de modo mais dinâmico e interativo, se utilizando de links associados a textos, de imagens e até vídeos. Sobre a questão do sujeito (posicionamento quanto ao tema), na internet, os blogs aparecem como um mecanismo que dá vazão à expressão multifacetada de quem os escreve, sendo muito comum encontrar blogs de um mesmo interlocutor que fala em nome de outras vozes. Já no campo do enunciado (o que é falado), o redimensionamento espacial trazido pelas novas tecnologias da comunicação permitiu que a escolha das notícias pudesse ser muito mais ampla, embora os grandes sites de busca ainda sejam criticados nesse sentido.
E já que, segundo Gans, as estruturas narrativas desempenham um papel na seleção e construção das notícias, “toda história deve ter estrutura e conflito, problema e desfecho, ação crescente e ação decrescente, um começo, um meio e um fim”, o que é levado em consideração para a seleção de notícias na Web e nos mais antigos meios de comunicação.

## Ver mais
- Gatewatching